# Hülser Bruch
Das Hülser Bruch ist mit 430 Hektar seit 2002 das größte Naturschutzgebiet Krefelds. Es liegt rund vier Kilometer nördlich der Krefelder Stadtmitte und etwa zwei Kilometer nordöstlich der eingemeindeten Ortschaft Hüls. Es liegt in den Gemarkungen Traar und Hüls. Im Norden befindet sich der Hülser Berg, mit 63 Metern die höchste natürliche Erhebung. Der Gelderner Fleuth, hier auch Flöthbach oder Kütze Kall genannt, fließt vom Bruch in die Niers.

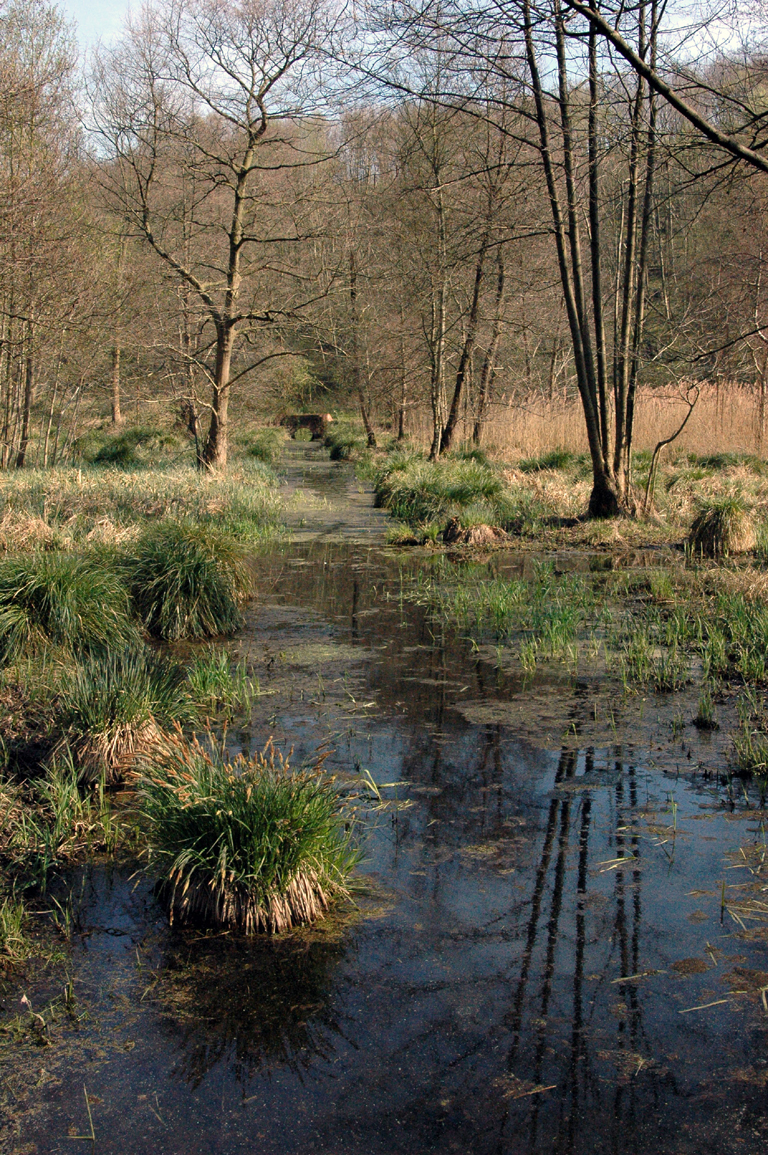
Flöthbach im Hülser Bruch

## Entstehung
Das Hülser Bruch ist eine Verebnung aus der Endphase der vorletzten Eiszeit (Saale-Eiszeit) vor etwa 140 000 Jahren, und der nördlich angrenzende, 63 Meter hohe Hülser Berg ist der Rest der Stauchmoräne. In der Endphase der vorletzten Eiszeit häuften die Gletscher am Niederrhein Wälle aus Lehm und Steinen auf. Nachdem das Eis abgetaut war, blieben diese so genannten Stauchmoränen als deutliche Erhebungen zurück. Wind und Wetter ebneten sie; vor allem aber war der Rhein, der sein Bett immer wieder verlegte, für Abtragungen verantwortlich. Durch das vom Rhein abgeschwemmte Material wurden die flachen Schmelzwasserrinnen und -senken in der Umgebung eingeebnet. Das Hülser Bruch ist eine solche Verebnung.

## Namensbezeichnung
Die Bezeichnung „Bruch“ stammt aus früheren Zeiten, als das gesamte Gebiet wesentlich feuchter als heutzutage war. Hoch anstehendes Grundwasser und tonige Erdschichten sind für den Ackerbau ungeeignet, so dass das Gebiet lediglich zur Beschaffung von Brennholz und Streu genutzt wurde. Der oder das Bruch wurde als Wort für Sümpfe mit (eventuell ehemaligem) Busch- oder Waldbestand verwendet (Niederdeutsch Brook, Brock, Broich, Brauck, entsprechend Althochdeutsch bruoh, Mittelhochdeutsch bruoch, Altenglisch broces, Niederländisch broek).

## Naturschutzgebiet

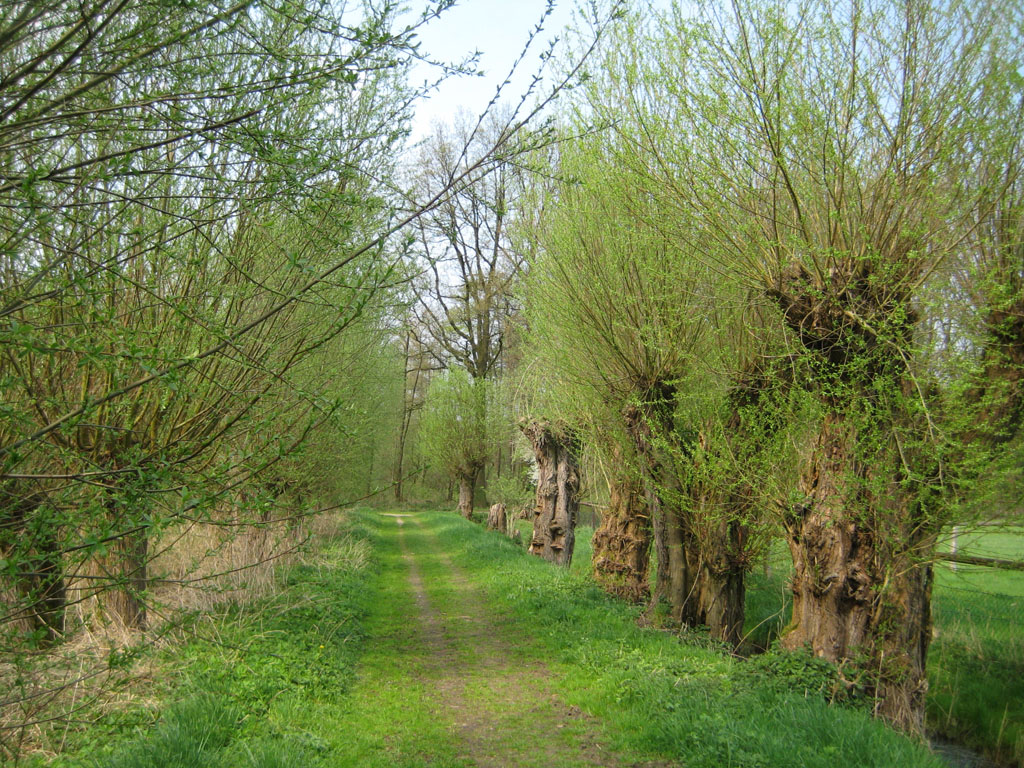
Typischer Dyk mit Kopfweiden im Hülser Bruch

Die Feuchtwiesen sind die letzten Überreste der vormaligen Flachmoore und im Hülser Bruch die Ausnahme. Das Hülser Bruch ist eine in dieser Art einmalige alte Kulturlandschaft.
Ziel der Naturschutzmaßnahmen ist die Erhaltung und Weiterentwicklung der Bruchlandschaft sowie die Sicherung und Stabilisierung der Besonderheiten dieses Naturschutzgebietes.

### Flora
Es besteht eine abwechslungsreiche und vielfältige Vegetation. Vorhandene Biotope sind unter anderem Niederwald, Mittelwald, Hecken, Kopfweiden, Dyks und Grünlandbereiche.

### Fauna
Das Hülser Bruch ist Heimat für viele Tiere. Neben vielen Wildarten und Amphibien wird auch Pirol, Schwarzspecht, Steinkauz und Baumfalken eine Möglichkeit zum Überleben geboten.

### Sport
Für Läufer findet jährlich im Oktober der Seidenraupen-Cross statt, ein Crosslauf-Wettkampf im Hülser Bruch. Auf dem unmittelbar an der südlichen Grenze des Bruchs gelegenen Inrather Berg gibt es seit einiger Zeit eine legale Mountainbike-Strecke. Für Reiter gibt es viele Wege.